# Ludothekar
Ein Ludothekar erfüllt in einer Ludothek ähnliche Aufgaben wie ein Bibliothekar in einer Bibliothek: Er informiert Interessierte, kauft und katalogisiert Spiele und Spielzeug und kümmert sich um Ausleihe und Rückgabe einschließlich Einhaltung der Ausleihzeiten.
Ferner sind Ludothekare befähigt, Medienarbeit und Spieleveranstaltungen zu planen und durchzuführen. Sie arbeiten meist in Ludotheken, öfter aber auch in Bibliotheken. Viele Ludothekare erarbeiteten sich ihr Wissen und ihre Kompetenz autodidaktisch meist in kleinen Spielgruppen, einige von ihnen erhalten eine einjährige Ausbildung. 
In der Schweiz kann eine mehrtägige Ausbildung, verteilt auf ein Jahr, absolviert werden. Diese ist nicht eidgenössisch anerkannt, doch wird vom Verband der Schweizer Ludotheken (VSL) eine Teilnahmebestätigung ausgestellt. Ludothekare arbeiten oft ehrenamtlich. Die Schweizer Paraplegiker Vereinigung hält die Aus- oder Weiterbildung von Paraplegikern zu Ludothekaren für möglich, schränkt aber ein, diese sei „meist nur unter dem Vorbehalt individuell angepasster Arbeitsbedingungen möglich“.
In Österreich gibt es, offenbar auf die Steiermark begrenzt, einen Diplomlehrgang zum Ludothekar, der vom Verein Ludovio angeboten wird. Der Lehrgang umfasst 130 Seminareinheiten, 30 Stunden in einer Ludothek sowie eine Abschlussarbeit. In diesem Lehrgang stehen auch Themen wie „Spielosophie“ und Spielgeschichte auf dem Programm.
In Frankreich ist der Inhaber des Praktischen Bachelor-Abschlusses Handel, Option Ludothekar, berechtigt, als Leiter oder stellvertretender Leiter einer Ludothek, aber auch als „Vermittler durch Spiel“, Ludothekar oder Spielbetreuer zu arbeiten.